# 灰熊果園 (亞利桑那州)
灰熊果園（英語：Grizzles Orchard）是位於美國亞利桑那州科奇斯縣的一個非建制地區。該地的面積和人口皆未知。

## 地理
灰熊果園的座標為31°45′15″N 109°44′55″W / 31.75417°N 109.74861°W，而該地的平均海拔高度為1311米（即4301英尺）。